# سمالا
سمالا، (بالإنجليزية: Simala)‏، هي بلدية، في مقاطعة أوريستانو، في منطقة سردينيا الإيطالية، وتقع على بعد حوالي 60 كم (37 ميل) شمال غرب كالياري، وحوالي 30 كم (19 ميل) جنوب شرق أوريستانو.

## السكان
في سنة 1861 بلغ عدد السكان 601 نسمة، وتطور العدد ليصل في سنة 2011 لـ 357 نسمة.
يظهر هذا المخطط البياني تطور النمو السكاني لـ سمالا